# Stockerholz
Stockerholz ist ein Ortsteil des niederbayerischen Marktes Ruhmannsfelden im Landkreis Regen.

## Geographie
Der Weiler liegt etwa zwei Kilometer südlich des Hauptortes an der Bundesstraße 11.